# Банерджи, Прадип Кумар
Прадип Кумар Банерджи (англ. Pradip Kumar Banerjee, бенг. প্রদীপ কুমার ব্যানার্জি; 15 октября 1936, Джалпайгури, Британская Индия — 20 марта 2020, Калькутта), более известный под именем ПК Банерджи (англ. PK Banerjee) — индийский футболист. По версии МФФИИС занимает 13-е место среди лучших футболистов Азии XX века. Одним из первых награждён индийской спортивной премией «Арджуна» (1961). Кавалер ордена Падма Шри за заслуги в области спорта (1990).

## Биография
Выступал за клубы «Мохун Баган» и «Истерн Рэилвэй». За сборную Индии провёл 84 матча и забил 65 мячей.
После окончания карьеры был тренером. Тренировал олимпийскую сборную Индии на Олимпиаде 1972 в Мюнхене. В 1972—1986 тренировал национальную сборную Индии.